# Русское (Закарпатская область)
Русское (укр. Руське) — село в Великолучковской сельской общине Мукачевского района Закарпатской области Украины.
Население по составляло 910 человек. Почтовый индекс — 89621. Телефонный код — 3131. Занимает площадь 1,184 км². Код КОАТУУ — 2122786809.

## История
Село Русское основано в 1391 году. В книге Т. Легоцкого записано: «было в селе 105 хат, 565 жителей». В XIV веке принадлежало Мукачево. Село в 1484 году в документах называется Руськовец.
В 1631 году вдова Грабаря продала село Русское за 4500 форинтов.
Один ряд домов на востоке села назывался Киш Руськово.
Крестьяне подчинялись своему пану. Если кто противился, то получал от гайдуков 25 ударов палкой. Эта система распалась 1850 года после восстания Кошута. Барщина перестала существовать, а земли пана перешли в пользование людям, они обрабатывали их для себя. Народ с радостью встретил освобождение от барщины. Для удержания порядка вместо гайдуков были назначены пандуры.
В 1815 году началось строительство церкви. Церковь была закончена в 1821 году; полностью закончена в 1827. Перед этой церковью была деревянная, которая стояла на бережку.
Новая церковь строилась благодаря семьям Козар, Логойда, Кельман, которые переместили свои дома в нижний конец своих усадеб. За это они были погребены у церкви.

## Известные люди
- В селе родилась Пеца, Анна Дмитриевна — Герой Социалистического Труда.